# Huayangosaurus
Huayangosaurus (nghĩa là: thằn lằn Hoa Dương) là một chi khủng long, được Dong Tang Z. & Zhou S. mô tả khoa học năm 1982.